# Associazione italiana insegnanti di geografia
L'Associazione Italiana Insegnanti di Geografia (AIIG), Società di cultura del territorio, è un'associazione nazionale fondata a Padova il 22 aprile 1954 per iniziativa di Elio Migliorini in occasione del XVI Congresso geografico italiano.

## Struttura e finalità
L'associazione è presente sul territorio nazionale a livello regionale, provinciale, interprovinciale e cittadino. I suoi principali scopi (come da Statuto) sono incentrati intorno al tentativo di operare una sensibilizzazione diffusa alla cultura geografica, favorire l'incontro fra tutti gli insegnanti di discipline geografiche, da quelli delle scuole elementari fino ai docenti e ai ricercatori accademici, promuovere l'aggiornamento scientifico e didattico, favorire a tutti i livelli la coscienza dello sviluppo sostenibile nel rispetto ecologico del territorio, tutelare la geografia come materia d'insegnamento nella scuola e nelle Università.
L'associazione inoltre si propone di operare contatti internazionali con altre associazioni operanti nel settore all'interno della Comunità europea per attuare uno scambio proficuo di esperienze, conoscenze, novità.
Il Convegno nazionale dell'AIIG è annuale, ha luogo sempre in località diverse e si svolge attraverso relazioni di didattica della geografia e aggiornamento sulle tematiche geografiche che interessano la regione che di volta in volta ospita la manifestazione. Hanno luogo inoltre laboratori didattici e seminari dedicati alla scuola primaria, scuola secondaria di primo grado, scuola secondaria di secondo grado, Università. Vengono programmate periodicamente escursioni di studio. L'associazione promuove inoltre gruppi di lavoro, conferenze, viaggi di istruzione in Italia e all'estero e manifestazioni in collaborazione con le strutture scolastiche.
L'associazione è presieduta da un consiglio nazionale, eletto ogni quattro anni dai soci, ed è composta da insegnanti di geografia di ogni ordine e grado, cultori della materia, studenti universitari in corsi in cui si insegna la Geografia, enti pubblici e privati e scuole.
Dal 2002 al 2018 è presidente nazionale Gino De Vecchis, per il quadriennio 2018-2022 il presidente in carica è Riccardo Morri.
Ha sede presso il dipartimento di scienze documentarie linguistico-filologiche e geografiche, della sezione di geografia della Sapienza - Università di Roma.

## Pubblicazioni
Organo ufficiale dell'AIIG è la rivista scientifica Ambiente Società Territorio - Geografia nelle Scuole, in cui vengono pubblicati articoli ed interventi di varia natura, principalmente di aggiornamento didattico e scientifico, resoconti di laboratori didattici e di viaggi di istruzione, notizie, cronache di convegni e manifestazioni geografiche, recensioni e indicazioni bibliografiche. Direttore è Carlo Brusa.
Oltre alla rivista, l'AIIG cura la pubblicazione di due collane:  dal 2005 Ambiente Società Territorio (diretta da Gino De Vecchis), giunta al suo 17° volume, e dal 2015 Tratti geografici (diretta da Daniela Pasquinelli d'Allegra)
Dal dicembre 2012 l'AIIG pubblica una rivista semestrale on line di Classe A Journal of Research and Didactics in Geography [J-Reading]. È consultabile gratuitamente sul sito: www.j-reading.org. Direttore è Gino De Vecchis. Condirettori sono Cristiano Giorda, Cristiano Pesaresi, Joseph Stoltman, Sirpa Tani.

## Convegni nazionali
A partire dal 1955, con il primo convegno svoltosi a Bressanone nel mese di luglio, l'Associazione organizza ogni anno il suo convegno nazionale, ogni anno in una diversa località italiana, con l'eccezione del 1957, quando il convegno non ebbe luogo, e del 1972, quando il convegno si svolse a Phoenix, negli Stati Uniti d'America. L'edizione del 2012, si è svolta a Macerata dal 27 settembre al 5 ottobre; quella del 2013 si è tenuta a Siracusa e Noto, in Sicilia, dal 24 al 30 ottobre. Nel settembre 2014 il Convegno nazionale si è svolto a Sanremo. Nel 2015 in occasione dell'Expo si è svolto a Milano e nel 2016 a Roma. Nel 2017 si è svolto nell'Università del Piemonte Orientale a Novara, Vercelli e Alessandria, nel 2018 a Termoli e nel 2019 a Salerno.
Ad aprile 2012 si è svolto a Torino il primo workshop nazionale giovani presso la Facoltà di architettura dell'Università di Torino con sede al Castello del Valentino; è stato organizzato dalla sezione Piemonte. Il secondo workshop (aprile 2013) si è svolto a Roma presso la Facoltà di lettere de La Sapienza. Il terzo, nel 2014, presso l'Università di Padova. Dal 2015 il workshop è tornato ad essere incluso all'interno degli annuali convegni nazionali.

## Le sedi dei convegni nazionali
Elenco dei convegni AIIG dalla sua fondazione:
- 1º Convegno Nazionale - Bressanone (BZ), 1955
- 2º Convegno Nazionale - Salerno, 1956
- 3º Convegno Nazionale - Aosta, 1958
- 4º Convegno Nazionale - Perugia, 1959
- 5º Convegno Nazionale - Ancona, 1960
- 6º Convegno Nazionale - Taormina (ME), 1961
- 7º Convegno Nazionale - Alassio (SV), 1962
- 8º Convegno Nazionale - Gaeta (LT), 1963
- 9º Convegno Nazionale - Passo della Mendola (Ruffré, TN), 1964
- 10º Convegno Nazionale - Reggio Calabria, 1965
- 11º Convegno Nazionale - San Pellegrino Terme (BG), 1966
- 12º Convegno Nazionale - Udine, 1967
- 13º Convegno Nazionale - Vallombrosa (Reggello, FI), 1968
- 14º Convegno Nazionale - Cortina d'Ampezzo (BL), 1969
- 15º Convegno Nazionale - Crociera su motonave «Irpinia», 1970
- 16º Convegno Nazionale - Lecce, 1971
- 17º Convegno Nazionale - Phoenix (USA), 1972
- 18º Convegno Nazionale - Falerna (CZ), 1973
- 19º Convegno Nazionale - Rimini, 1974
- 20º Convegno Nazionale - L’Aquila, 1975
- 21º Convegno Nazionale - Predazzo (TN), 1976
- 22º Convegno Nazionale - Grosseto, 1977
- 23º Convegno Nazionale - Matigge di Trevi/Foligno (PG), 1978
- 24º Convegno Nazionale - Bordighera (IM), 1979
- 25º Convegno Nazionale - Cagliari, 1980
- 26º Convegno Nazionale - Torino, 1981
- 27º Convegno Nazionale - Bari, 1982
- 28º Convegno Nazionale - Viareggio (LU), 1983
- 29º Convegno Nazionale - Abano Terme (PD), 1985
- 30º Convegno Nazionale - Paestum (SA), 1986
- 31º Convegno Nazionale - Urbino, 1987
- 32º Convegno Nazionale - Grado (GO), 1988

- 33º Convegno Nazionale - Montesilvano (PE), 1990
- 34º Convegno Nazionale - Fiuggi (FR), 1991
- 35º Convegno Nazionale - Copanello (Stalettì, CZ), 1992
- 36º Convegno Nazionale - Perugia, 1993
- 37º Convegno Nazionale - Desenzano del Garda (BS), 1994
- 38º Convegno Nazionale - San Giovanni Rotondo (FG), 1995
- 39º Convegno Nazionale - Quartu Sant'Elena (CA), 1996
- 40º Convegno Nazionale - Messina, 1997
- 41º Convegno Nazionale - Bardonecchia (TO), 1998
- 42º Convegno Nazionale - Viareggio (LU), 1999
- 43º Convegno Nazionale - Varese, 2000
- 44º Convegno Nazionale - Dobbiaco (BZ), 2001
- 45º Convegno Nazionale - Sabaudia (LT), 2002
- 46º Convegno Nazionale - Lecce, 2003
- 47º Convegno Nazionale - Padova, 2004
- 48º Convegno Nazionale - Campobasso, 2005
- 49º Convegno Nazionale - Rimini, 2006
- 50º Convegno Nazionale - Potenza, 2007
- 51º Convegno Nazionale - Trieste, 2008
- 52º Convegno Nazionale - Saint-Vincent e Bard (AO), 2009
- 53º Convegno Nazionale - Giulianova (TE), 2010
- 54º Convegno Nazionale - Civitavecchia (RM), 2011
- 55º Convegno Nazionale - Macerata, 2012
- 56º Convegno Nazionale - Siracusa e Noto (SR), 2013
- 57º Convegno Nazionale - Sanremo (IM), 2014
- 58º Convegno Nazionale - Milano, 2015
- 59º Convegno Nazionale - Roma, 2016
- 60º Convegno Nazionale - Novara, Vercelli e Alessandria, 2017
- 61º Convegno Nazionale - Termoli (CB), 2018
- 62º Convegno Nazionale - Salerno, 2019
- 63º Convegno Nazionale - Bologna, 2021 (online)
- 64º Convegno Nazionale - Firenze, 2022
- 65º Convegno Nazionale - Napoli, 2023
- 66º Convegno Nazionale - Foggia, 2024
- 67º Convegno Nazionale - Viterbo, 2025

## Presidenti nazionali
I presidenti dell'AIIG sono stati:
- Elio Migliorini (1954-1976)
- Aldo Sestini (1977)
- Giorgio Valussi (1978-1990)
- Peris Persi (1991-2001)
- Gino De Vecchis (2002-2018)
- Riccardo Morri (dal 2018)